# Iracema de Alencar
Iracema de Alencar, nome artístico de Ida Elzira Kerber (Triunfo, 19 de abril de 1898 — Petrópolis, 7 de março de 1978),  foi uma atriz brasileira.

## Biografia
Iracema de Alencar iniciou sua carreira integrando o elenco de Companhia de Operetas na Argentina, mas, em 1919, interpretando pequenos papéis na Companhia Itália Fausta, começou a atuar nos palcos do Brasil e, a seguir, apareceu na Companhia de Leopoldo Fróes representando a samaritana na peça "Mártir do Calvário". No ano de 1921, passou a integrar a Companhia de Comédias de Alexandre Azevedo em curtas temporadas nos teatros Fenix e Triasson, pois logo voltou ao elenco de Leopoldo Fróes como atriz principal na peça "Sangue Azul". Após dois anos de atuação nesta companhia, resolveu organizar a sua própria, fazendo em quatro anos um giro por vários estados brasileiros.
No cinema nacional, interpretou, em 1918, o papel principal no filme "IRACEMA", baseado no romance de José de Alencar, voltando ao cinema apenas em 1954, com o filme "toda vida em 15 minutos ". Ao lado de Procópio Ferreira, Iracema de Alencar fez em 1970, na televisão, um dos principais papéis em "Odorico, o Bem Amado". Sua última apresentação no teatro foi em "Crimeterapia."
Em 1973, fez a clássica Dona Benta em o Sitio do Pica-Pau amarelo. 
Faleceu com setenta e sete anos, aposentada, viúva de Armando Macedo e revoltada com o fato do governo só lhe ter concedido o valor mínimo da aposentadoria.
Em sua homenagem, recebeu a denominação de uma rua no Município de Triunfo, sua terra natal, logo depois da sua morte.

## Filmografia

### Cinema
| Ano  | Título                                   | Personagem   |
| ---- | ---------------------------------------- | ------------ |
| 1973 | O Pica-pau Amarelo                       | Dona Benta   |
| 1972 | Salve-se Quem Puder - Rally da Juventude | Amália       |
| 1972 | Som, Amor e Curtição                     | Avó de Zezé  |
| 1972 | O Supercareta                            | Honorina     |
| 1971 | Rua Descalça                             | Senhora      |
| 1971 | Em Família                               | Dona Lu      |
| 1969 | Brasil Ano 2000                          | Mãe          |
| 1967 | Garota de Ipanema                        | Dona Eudóxia |
| 1959 | Garota Enxuta                            | Vovó         |
| 1954 | Toda A Vida em Quinze Minutos            | Passageira   |
| 1921 | Amor é Amor                              | Senhorita    |
| 1917 | Iracema                                  | Iracema      |

### Televisão
| Ano  | Título                   | Personagem         | Notas                         | Emissora |
| ---- | ------------------------ | ------------------ | ----------------------------- | -------- |
| 1977 | Caso Especial            | Dona Anita         | Episódio: "Feliz Aniversário" | TV Globo |
| 1969 | O Retrato de Laura       | Tia Letícia        |                               | TV Tupi  |
| 1969 | Enquanto Houver Estrelas | Alcina             |                               | TV Tupi  |
| 1965 | O Acusador               | —                  |                               | TV Tupi  |
| 1965 | Padre Tião               | Vovó Santana       |                               | TV Globo |
| 1965 | A Moreninha              | Dona Ana           |                               | TV Globo |
| 1965 | Rosinha do Sobrado       | Jerusa             |                               | TV Globo |
| 1965 | Rua da Matriz            | —                  |                               | TV Globo |
| 1957 | Grande Teatro Tupi       | Vários Personagens |                               | TV Tupi  |

## Prêmios
| Ano  | Premiação                   | Categoria    | Trabalho   | Resultado | Ref.  |
| ---- | --------------------------- | ------------ | ---------- | --------- | ----- |
| 1971 | Prêmio Governador do Estado | Melhor Atriz | Em Família | Venceu    | [ 9 ] |

## Carreira no teatro[10]
- Inspetor, Venha Correndo (1969)
- Rasto Atrás (1966)
- A Perda Irreparável (1965)
- Oito Mulheres (1963)
- Don João Tenório (1960)
- Diálogo das Carmelitas (1955)
- É Preciso Viver (1955)
- A Felicidade pode Esperar (1942)
- A Doutora Magda (1937)
- Quem Ri Afinal? (1931)
- A Vida É Assim (1931)
- A Estrada dos Deuses (1931)
- Felicidade (1930)
- O Homem de Fraque Preto (1930)